# Босоноги
Босоноги (лат. discalceati, необувени или боси)  је назив за неке верске заједница у Римокатоличкој цркви, чији припадници или уопште не носе ципеле, или то чине само у неком временском периоду (од 1. маја до Воздвижења Часног Крста),  у манастирском окружењу или носе, ђонове (од дрвета, коже, ужади, сламе)  са каишевима или дрвене кломпе. Босоноги не чине самосталан ред, већ представљају само највиши степен аскетског живота у разним монашким редовима, нпр. међу фрањевцима, августинцима, плаћеницима, камалдулцима итд. 
Пракса је заснована на Исусовом захтеву који је својим ученицима забрањивао да не носе са собом разне потрепштине као што су новац, кошуље, ципеле или штапове за ходање када путују. Како је то наведено у Јеваншењу по Матеју (10:10)...„Ни торба за пут, ни два капута, ни сандале, ни штап“.
Први су овај обичај практиковали босоноги фрањевачки опсерванти, следбеници Светог Петра Алкантријског, који су живели 1540. године у Пласенцији у Шпанији и потом се одатле у 16. веку проширили у Италију, посебно у Напуљ. 
Ова врста аскетске праксе била је широко распрострањена посебно код следбеника  Свете Терезије Авилске (Авила, Шпанија, 28. марта 1515 − Алба де Тормес, 14. октобра 1582), кључне особе католичке реформације  мистичарке, списатељице и реформатора монашке заједнице кармелићанки у Шпанији 1560. године. 

## Дискалеација
Дискалцеација значи "скидање обуће". Света Тереза од Авиле била је једна од бројних светица Римокатоличке цркве која је била „дискалирана“ или без ципела. Она и свети Јован од Крста били су оснивачи реда босих кармелићана.

Порекло дискалцеације лежи у Књизи изласка (3:5), у којој Бог каже Мојсију...
„Изуј сандале своје, јер место на коме стојиш је света земља“.

## Историја
Према предању међу првима Свети Фрањо Асишки није носио ципеле са својим хабитом. Босоного ходање је одиграло велику улогу у реформском покрету фрањевачког реда у 16. веку на Иберијском полуострву, који се назива Алцантаринер или Дисцалцеате по свом покретачу Петру од Алкантаре. 
По први пут, уздржавање од ношења ципела изричито је прописано у самостанима босих кармелићанки, које је предводила Света Терезија Авилска, инспирисана својим саветником Петром од Алкантаре. Она је овим желела да врати  строгост из њиховог првобитног живота. Назив терезијанска реформска грана као Ордо Цармелитарум Дисцалцеаторум је изведена је из ове употребе. 
Јованово правило које је у основи верског живота свете Кларе Асишке настало је раније, с намером да се „једноставно поштује јеванђеље Господа Исуса Христа“, а то је подразумевало, опонашање Христовог начина живота, без ципела и чарапа. Иако су следбеници свете Кларе Асишке у почетку  ишли боси, они су касније почели да носе сандале и ципеле.
Временом, ова пракса је усвојена као знак еванђеоског сиромаштва, покајања и аскетизма у другим верским редовима или просјачких редова.  
Након различитих модификација Правила светог Фрање, Обсерванти (који су постојали као независна грана Фрањевачког реда пре 1897. године) су се придржавали обичаја да буду боси. Минимски браћа и капуцини су следили ову праксу. Дискалирани фрањевци из Шпаније (познати као алкантарини, који су чинили посебан огранак фрањевачког реда пре 1897.) ишли су без било које врсте обуће.
Часне сестре Колетине и Капуцине вратиле су се употреби сандала. Сандале су усвојили и камалдолски монаси из Конгрегације Монте Корона (1522), католички монаси маронити, сиромашни пустињаци светог Јеронима из Конгрегације блаженог Петра из Пизе, аугустинци Томе од Исуса (1532), Босоноги служабници (1593), раскошни кармелићани (1568), фејланци (цистерцити, 1575), тринитарци (1594), раскошни мерцедари (1604) и пасионисти.
Данас Дискалцеати углавном носе сандале или ципеле од сламе које су сами израдили.